# مجمع نورين الصناعي (حومة أبهر)
مجمع نورین الصناعي (بالإنجليزية: Nurin Industrial Complex)‏ هي منطقة سكنية تقع في إيران في زنجان. يقدر عدد سكانها بـ 61 نسمة .